# Estació de Millars

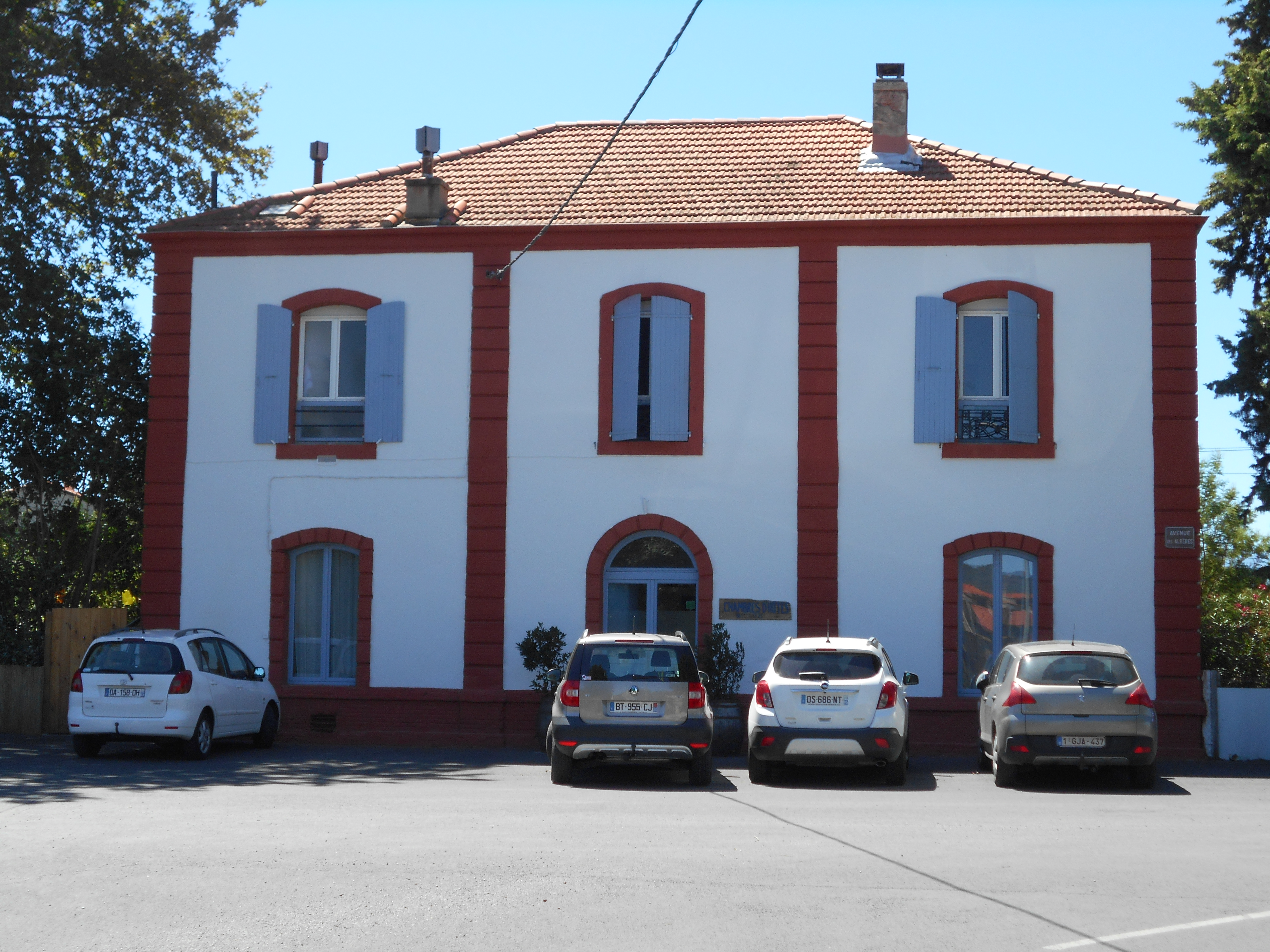
L'edifici de l'estació

Millars (en francès i oficialment Gare de Millas) és una estació de ferrocarril de la línia  Perpinyà - Vilafranca de Conflent, situada a la comuna del mateix nom, al Rosselló a la Catalunya del Nord. Hi fan parada trens regionals operats per la SNCF de TER d'Occitània.
L'estació es va obrir el 14 de desembre del 1868 quan es va inaugurar la primera secció de Perpinyà fins a Illa de línia de ferrocarril entre Perpinyà i Prada per l'antiga Companyia de ferrocarril de Perpinyà a Prada.
El 1912 s'hi instal·là catenària amb l'electrificació de la línia.
El 14 de desembre de 2017, al pas a nivell situat a 1 km a l'est de l'estació, es va produir una col·lisió entre un tren i un autocar escolar que va deixar 6 morts i 17 ferits, tots ells de l'autobús. Aquests fets van suposar la suspensió de la circulació ferroviària de la línia durant mes de 2 anys.

## Serveis ferroviaris
| Procedència/Destinació | <    | Línia | >                  | Procedència/Destinació |
| ---------------------- | ---- | ----- | ------------------ | ---------------------- |
| TER d'Occitània        |      |       |                    |                        |
| Vilafranca de Conflent | Illa |       | Sant Feliu d'Avall | Perpinyà               |